# Caja de Ward

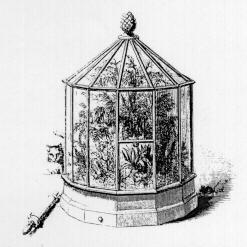
Una caja de Ward, 1852.

Una caja de Ward era  un contenedor protector, para plantas, completamente sellado (un tipo primitivo de terrarium). En el siglo XIX obtuvo gran uso, para proteger plantas exóticas importadas a Europa desde países remotos, la mayoría de las cuales, en intentos anteriores, había muerto, debido a los largos viajes por mar, lo cual frustraba a muchos botánicos científicos y aficionados de la época. La caja de Ward fue precursora directa del moderno terrario y del vivarium, simultáneamente al acuario de vidrio. Fue inventada, alrededor de 1829, por Nathaniel Bagshaw Ward (1791-1868), de Londres, después que un descubrimiento accidental se lo inspirara. En 1842 publicó un libro titulado On the Growth of Plants in Closely Glazed Cases (Sobre el crecimiento de las plantas en cajas acristaladas). Casi un decenio antes, A. A. Maconochie, abogado y botánico aficionado escocés, había creado un terrario similar, pero, por no haberlo publicado, Ward recibió el crédito como único inventor.

## Historia y desarrollo de la minibiosfera

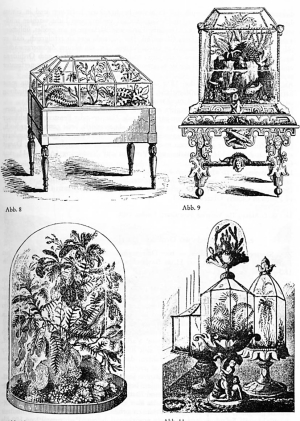
Cuatro estilos distintos de cajas de Ward

Nathaniel Ward era un médico apasionado por la botánica. Su herbario, recolectado personalmente, ascendió a 25 000 especímenes. Los helechos en su jardín de Londres, en Wellclose Square, sin embargo, estaban siendo envenenados por la contaminación del aire de Londres, que consistía principalmente en humo de carbón y ácido sulfúrico. Ward fue miembro fundador de la Botanical Society of Edinburgh y de la Royal Microscopical Society, miembro de la Linnean Society y de la Royal Society. Siempre estuvo activo en la London Apothecaries Society (Sociedad de Boticarios de Londres), de la cual se convirtió en Maestro en 1854. Hasta hace muy poco, la Sociedad gestionaba el Chelsea Physic Garden de Londres, el jardín botánico más antiguo del Reino Unido. 
Ward, en su afán de coleccionismo botánico, guardó capullos de polillas y similares en botellas de vidrio selladas. En una encontró que en su interior habían germinado y estaban creciendo una espora de helecho y una especie de gramínea. Interesado, pero sin prever aún las oportunidades que de ello se obtendrían, durante unos cuatro años dejó intacto el sello, y notó que la hierba en realidad había florecido. Sin embargo, después de ese tiempo, el sello se había oxidado y pronto, por el aire viciado, murieron las plantas. Al comprender las posibilidades, hizo que un carpintero le construyera una caja de madera con unos cristales bien ajustados, (completamente hermética), y descubrió que los helechos crecían perfectamente en su interior, convertido en una especie de minibiosfera.
En 1842, Ward publicó su experimento en el libro mencionado: On the Growth of Plants in Closely Glazed Cases.
Desde finales del siglo XVI, los botánicos ingleses y los comerciantes de plantas medicinales habían estado explorando apasionadamente el mundo en busca de nuevas plantas, pero debían transportar solamente sus semillas, o cormos, o rizomas o raíces secas. La falta de agua no salobre, luz, aire fresco y cuidado suficiente, así como el aire salado, a menudo destruían todas o casi todas las plantas, incluso en envíos de grandes cantidades (por ejemplo con las plantas del árbol del pan de la expedición de la Bounty). Con las nuevas cajas de Ward, las plantas jóvenes tiernas podían colocarse en la cubierta para beneficiarse de la luz del día. Al mismo tiempo, la humedad condensada dentro de la caja las mantenía irrigadas, pero protegidas del rocío salado del mar. La primera prueba de las cajas acristaladas se realizó en julio de 1833, cuando  Ward envió dos unidades especialmente construidas, llenas de helechos y pastos británicos hasta Sídney, Australia, en un viaje de varios meses. A su llegada a Australia, las plantas protegidas se conservaban aún en buen estado. Unos especímenes aún más interesantes hicieron el viaje de regreso: eran varias especies nativas australianas que anteriormente nunca habían sobrevivido al transporte. Llegaron en buen estado, después de un viaje tormentoso alrededor del cabo de Hornos.

## Hitos importantes (árbol del té y árbol del caucho)

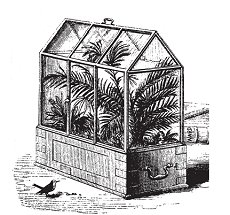
Otro estilo de la caja de Ward

Las cajas de Ward pronto se convirtieron en características de elegantes salones en Europa Occidental y los Estados Unidos. En el aire contaminado de las ciudades victorianas, la subsecuente locura por los helechos y la creciente orquideomanía (por las orquídeas) debieron gran parte de su ímpetu a las nuevas cajas de Ward.
Uno de los corresponsales de Ward fue William Jackson Hooker, más tarde director del Real jardín botánico de Kew. Joseph Dalton, el hijo de Hooker, fue uno de los primeros exploradores botánicos en utilizar estas nuevas cajas. Desde 1891 envió plantas vivas a Nueva Zelanda, durante el viaje pionero del HMS Erebus, que circunnavegó la Antártida.
Más importante aún, la caja de Ward desató una revolución en la movilidad de plantas comercialmente importantes. En algunas de estas novedosas cajas, desde Shanghái, China, Robert Fortune envió, de contrabando, a la India británica, 20 000 plantas de té, para comenzar las plantaciones de té de Assam. Después de la germinación de semillas importadas en los invernaderos climatizados de Kew, plántulas de caucho de Brasil se enviaron con éxito en cajas de Ward a Ceilán (hoy Sri Lanka) y a los nuevos territorios británicos en Malaya, para iniciar las plantaciones de caucho. Así, las cajas de Ward han sido acreditadas por ayudar a romper los monopolios geográficos en el cultivo de importantes productos agrícolas.